# Moritzburg
Moritzburg je obec v německé spolkové zemi Sasko v zemském okrese Míšeň asi 20 km severozápadně od Drážďan. Má přibližně 8 300 obyvatel. V obci se nachází zámek Moritzburg.

## Poloha města
Sousední obce jsou: Coswig, Drážďany, Ebersbach, Niederau, Radebeul, Radeburg a Weinböhla. V okolí Moritzburgu je 22 rybníků o celkové rozloze přes 400 ha. Přímo u obce se nachází Zámecký rybník.

## Pamětihodnosti
- Zámek Moritzburg, barokní stavba z let 1723–1733 se čtyřmi válcovitými věžemi v rozích. Stojí na ostrově v Zámeckém rybníce (Schlossteich), na místě staršího renesančního zámečku Mořice Saského. Architektem přestavby byl Matthäus Daniel Pöppelmann.
- Zámeček v bažantnici (Fasanenschloss), rokoková stavba z let 1769–1782 v tehdy módním „čínském“ slohu. Stojí asi 2,5 km východně od zámku.
- Dům, kde roku 1945 zemřela malířka a sochařka Käthe Kollwitz, u břehu Zámeckého rybníka.
- Luteránský kostel v obci z let 1902–1904

## Osobnosti
- Christian August Saský (1666–1725), ostřihomský arcibiskup
- Mořic Adolf Saský (1702-1759), královéhradecký a litoměřický biskup
- Albert Kazimír Sasko-Těšínský (1738–1822), těšínský vévoda
- Käthe Kollwitzová (1867–1945), grafička, malířka, sochařka
- Karlheinz Blaschke (1927–2020), archivář a historik

## Galerie

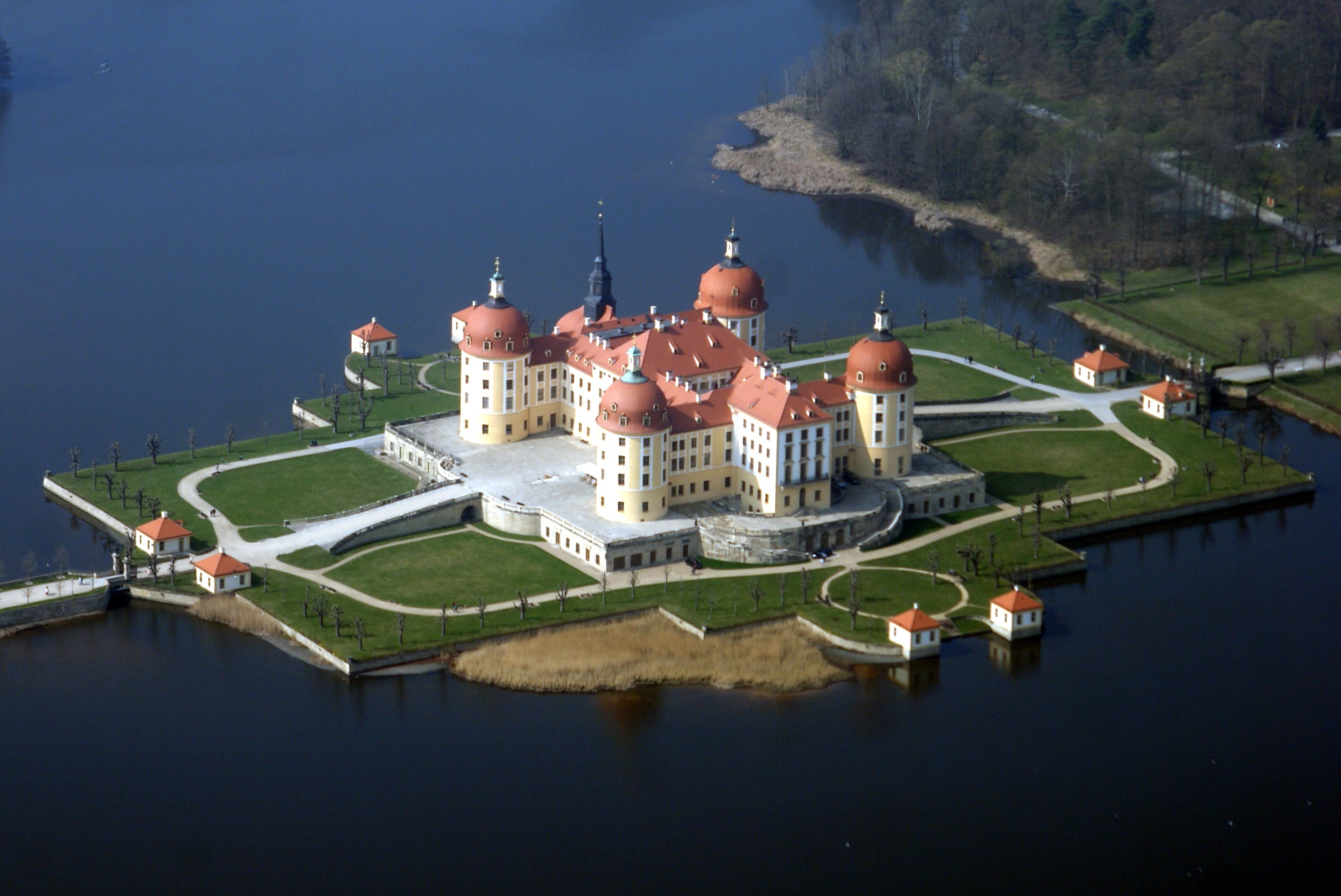
Zámek Moritzburg z letadla
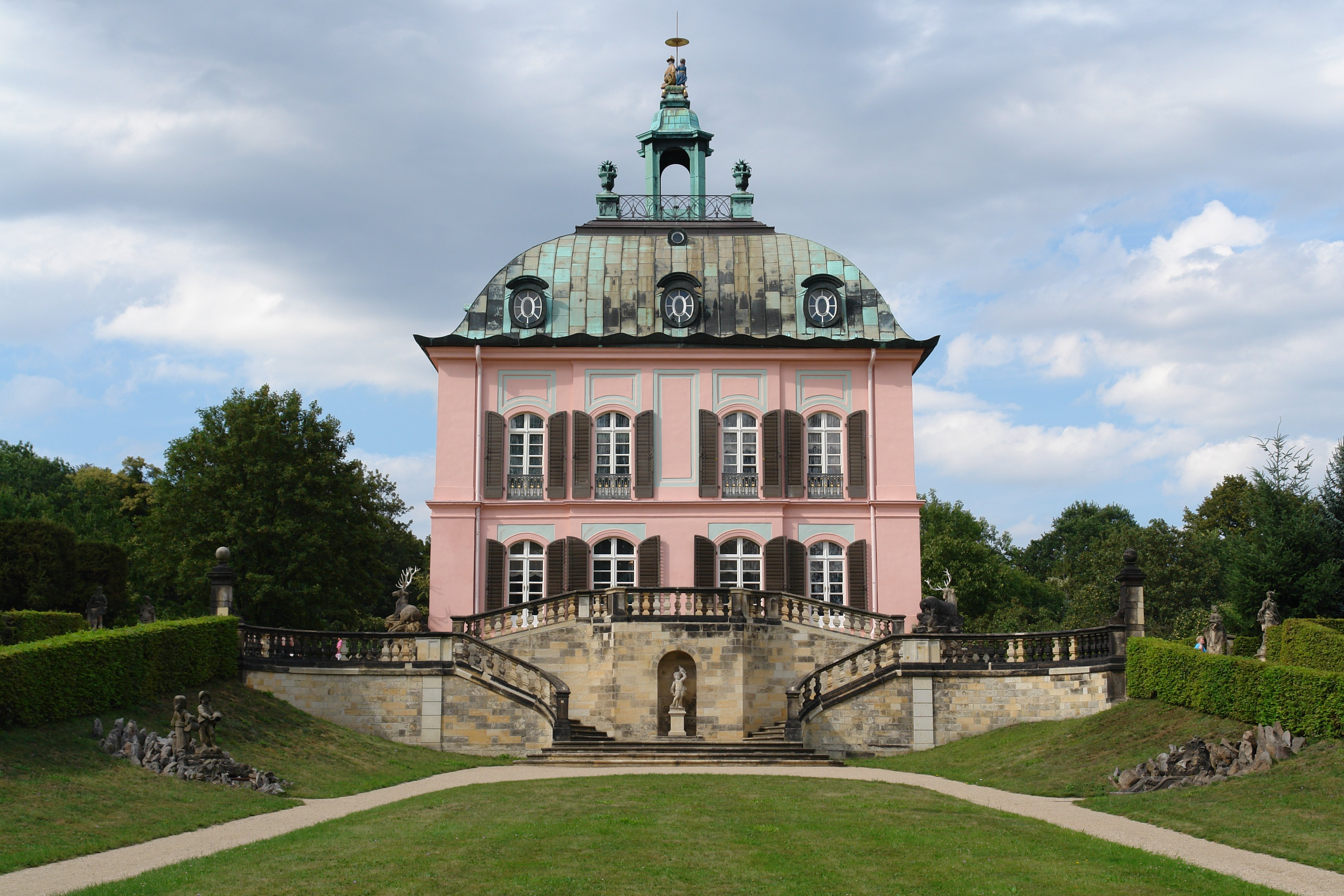
Zámeček v bažantnici